# Коэффициент Тобина
Коэффициент Тобина (q) — отношение рыночной стоимости компании к восстановительной стоимости активов компании. Это соотношение было разработано в 1969 году американским экономистом Джеймсом Тобином.

## Применение
q = P / C
Р — рыночная стоимость активов компании (рыночная капитализация).
С — восстановительная стоимость активов компании, равная сумме расходов, необходимых для приобретения всех активов фирмы по текущим ценам.
Если рыночная стоимость активов совпадает с балансовой стоимостью активов компании, коэффициент Тобина q = 1.
Если Коэффициент Тобина q > 1, значит рыночная стоимость превышает балансовую стоимость активов компании. Это значит, что рыночная стоимость отражает некоторые неизмеримые или не поддающиеся учёту активы компании. Высокое значение коэффициента Тобина (q) подталкивает инвесторов к решению больше вкладывать в капитал данной компании, потому что он стоит дороже, чем за него заплачено.
q = (Рыночная стоимость инвестированных средств) /(Стоимость замещения капитала)
Если рыночная цена компании (то есть размер рыночной стоимости капитала компании) составляет 2₤, а текущая рыночная стоимость замещения капитала 1₤, то компания может выпустить акции, с доходом вложив средства в капитал. В этом случае q > 1.
С другой стороны, если q < 1, то рыночная стоимость активов компании меньше, чем их балансовая стоимость. Это означает, что рынок недооценивает компанию.
Исследованиями установлено, что в среднем коэффициент Тобина довольно устойчив во времени, а компании с высоким его значением обычно выпускают уникальную продукцию или обладают уникальными факторами производства, что позволяет им получать монопольную прибыль.
Ланг (Lang) и Штульц (Stulz) выяснили, что коэффициент Тобина для компаний с несколькими видами деятельности ниже, чем для фирм, сосредоточенных на одном направлении бизнеса. Это объясняется недоверием, с которым рынок относится к активам диверсифицированных компаний.
Из выводов Тобина следует, что изменение цен акций отразится на величине потребления и инвестиций. Но практический опыт показывает, что это не совсем так. Фирмы принимают инвестиционные решения не следуя слепо движениям цен на акции, а учитывая будущие процентные ставки и приведенную стоимость ожидаемых доходов.

## Факторы, влияющие на коэффициент Тобина
Коэффициент Тобина (q) отражает несколько факторов, таких как:
- «Настроение» рынка, выраженное, к примеру, мнением аналитиков, относительно перспективности компании или различными спекуляциями, в виде громких слухов.
- Интеллектуальный капитал компании.

Поскольку (q) Тобина отражает влияние нескольких факторов, он может показывать только приближённое значение стоимости интеллектуального капитала. Сейчас множество компаний пытаются разработать пути измерения стоимости интеллектуальных активов.

## Предельный q Тобина
Предельный коэффициент q Тобина — это показатель изменения стоимости фирмы от стоимости добавленного капитала с целью увеличения акционерного капитала.

## Формула, используемая на практике
На практике используется следующая формула, не являющаяся прямым эквивалентом q Тобина:
q = (рыночная стоимость активов + рыночная стоимость обязательств)/(балансовая стоимость активов + балансовая стоимость обязательств).
Так же коэффициент Тобина позволяет определять стоимость рынка в целом. Исчисляется:
q = (Стоимость всего фондового рынка)/ (Совокупный собственный капитал компаний)

## P/B коэффициент
Во время инфляции q Тобина будет ниже, чем P/B коэффициент, в остальное время q Тобина превышает P/B коэффициент. Во время периодов очень высоких темпов инфляции, балансовая стоимость не отражает реальной стоимости активов компании, так как раздутые цены активов не отражены в бухгалтерском балансе.

## Критика
Бланшар, Ри (Rhee) и Саммерс, изучив данные экономики США за период с 1920-х по 1990-е выяснили, что «основные экономические принципы» предсказывали целесообразность капиталовложений гораздо лучше чем коэффициент q Тобина. Что эти авторы называли «основными экономическими принципами»? Показатель прибыльности, который выстраивает в цепочку сведения, полученные опытным путём со старыми идеями таких авторов как Уэсли Митчелл, или даже Карл Маркс, считавших, что прибыли являются основным двигателем рыночной экономики.
Дуг Генвуд, в своей книге «Wall Street» утверждает, что соотношение q Тобина проигрывает точным инвестиционным прогнозам, вопреки заявлениям Тобина. «Рассматриваемый Тобином и Брэйнардом промежуток времени в их исследовании 1977 г. захватывает годы с 1960 по 1974, период, для которого q представляется для объяснения инвестиционной политики вполне сносно», — пишет он, — «Но как показывает таблица (смотри справа) фактические данные стали расходиться даже перед тем, как исследование было опубликовано. В то время, как q и инвестирование, казалось движутся вместе, в первой половине таблицы, они расходятся почти в середине; коэффициент q Тобина терпит неудачу во время снижения фондового рынка 1970-х, а инвестиции всё же повысились». (стр. 145).